# テオ・オロフ
テオ・オロフ（ドイツ語: Theo Olof、1924年5月5日 - 2012年10月9日）は、ドイツ出身のヴァイオリン奏者。

## 経歴
生い立ち

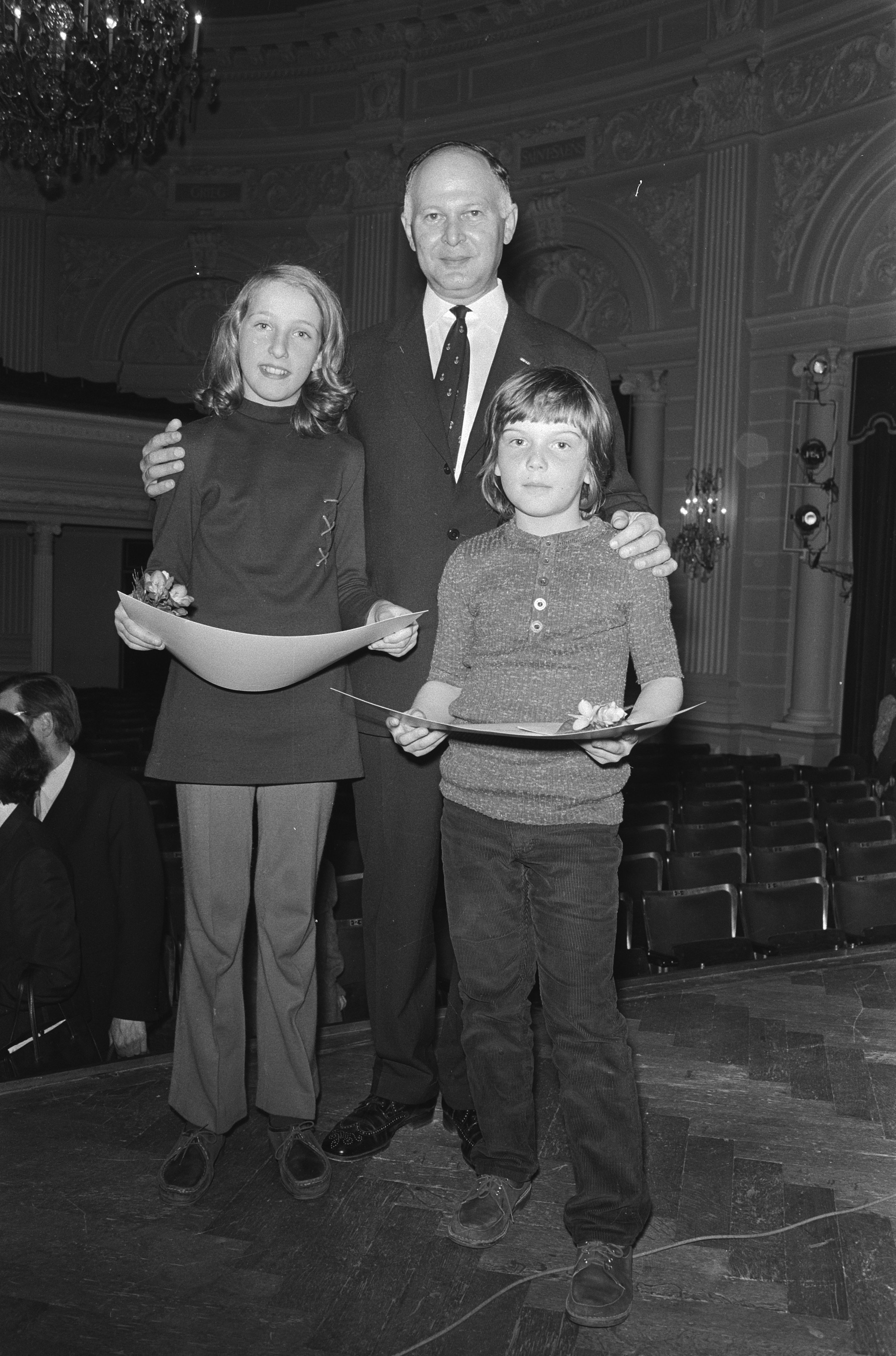
アマチュア・ヴァイオリン・コンクールの若い優勝者とともに。アイリス・ジューダ（左）とヤープ・ヴァン・ズヴェーデン（1971年）

1924年、ボンにてテオドール・オロフ・シュムクラー (Theodor Olof Schmuckler) として生まれた。家系がユダヤ系であったことから、1933年にナチス政権の勢力拡大を嫌って一家でオランダに移住した。後に「シュムクラー」の姓を名乗ることをやめ、ミドルネームを姓に代えて活動した。
オランダ移住
オランダ移住後は、オスカル・ベックの下でヴァイオリンを学び、1951年にエリザベート王妃国際音楽コンクールのヴァイオリン部門で4位入賞を果たした。また同1951年に、同門のヘルマン・クレバースと共にハーグ・レジデンティ管弦楽団のコンサートマスターに共同就任し、1974年から1985年までアムステルダム・コンセルトヘボウ管弦楽団のコンサートマスターとして活動した。
1974年にアムステルダム・コンセルトヘボウ管弦楽団とともに来日公演を行なった。
1994年に演奏活動から引退。2012年にアムステルダムにて死去。

## 主な著作物
発行年順。
- Françaix, Jean; Honegger, Arthur; Messiaen, Olivier; Roussel, Albert; Olof, Theo; Blerk, Gérard van. French music for violin and piano 仏: Musique franc̜ais pour violon et piano (CD) (英語、フランス語). BV Haast. CRID 1130000797105753728.   - Françaix, Jean, 1912- : Sonatinas, violin, piano
  - Honegger, Arthur, 1892-1955 : Sonatas, violin, piano, no. 1
  - Messiaen, Olivier, 1908-1992 : Thème et variations, violin, piano
  - Roussel, Albert, 1869-1937 : Sonatas, violin, piano, no. 2, op. 28。
 [  - フランセ、ジャン、1912- : ソナティナ、ヴァイオリン、ピアノ
  - オネゲル、アルトゥール、1892-1955 : ソナタ、ヴァイオリン、ピアノ、第1番
  - メシアン、オリヴィエ、1908-1992 : 主題と変奏曲、ヴァイオリン、ピアノ
  - アルバート・ルーセル、1869-1937 : ソナタ、ヴァイオリン、ピアノ、第2番、op. 28。
]
- Tchaikovsky, Peter Ilich; Olof, Theo; Decroos, Jean; Concertgebouworkest; Dorati, Antal (1981). The sleeping beauty : op. 66 [バレエ《眠りの森の美女》 : 作品66] (CD) (英語). Philips ; PolyGram [配給]. CRID 1130282270280301440. p1981
- Maderna, Bruno; Olof, Theo; Faber, Lothar; Balet, Bernard; Drouet, Jean-Pierre; Lemaire, Gerard; Masson, Diego; Orchestra, Teatro La Fenice; Residentie-Orkest (Hague, Netherlands) (1989). Concerto per violino ; Concerto n. 2 per oboe ; Quadrivium (オランダ語). Stradivarius. CRID 1130282271113803264。
- Orthel, Léon; Dresden, Sem; Badings, Henk; Flothuis, Marius; Krebbers, Herman; Olof, Theo; Residentie-Orkest (Hague, Netherlands); Concertgebouworkest; Otterloo, Willem van (1993). Symphony no. 2, opus 18 : Piccola sinfonia . Dansflitsen Dance flashes . Concerto for two violins and orchestra . Symfonische muziek, opus 59 (CD) (オランダ語、英語). Donemus. CRID 1130282273096371456.   - Herman Krebbers, Theo Olof, violins (3rd work) ; Hague Philharmonic Orchestra (1st-3rd) ; Concertgebouw Orchestra (4th) ; Willem van Otterloo (1st-3rd), Eduard van Beinum (4th), conductors
  - Recorded: October 1959 Scheveningen (1st work) ; May 1953 (2nd) ; November 1955 (3rd) ; Amsterdam; 1958-06-29 ; Amsterdam (4th) (live recording)
  - Compact disc; analog recording
  - Program notes in Dutch and English
  - Donemus: CV 26.
- テオ・オロフ(vn)、エイドリアン・ボールト 指揮、ニュー・フィルハーモニア管弦楽団「（4）ディヴェルティメント」『ロースソーン』日本クラウン、1997年10月。国立国会図書館書誌ID:000008971324。